# Werner R. Heymann
Pour les personnes ayant le même patronyme, voir Heymann.
 (juin 2023).
Si vous disposez d'ouvrages ou d'articles de référence ou si vous connaissez des sites web de qualité traitant du thème abordé ici, merci de compléter l'article en donnant les références utiles à sa vérifiabilité et en les liant à la section « Notes et références ».
Werner Richard Heymann ou Werner R. Heymann est un compositeur allemand, né à Königsberg (alors en Prusse ; désormais Kaliningrad en Russie) le 14 février 1896, mort à Munich (Allemagne) le 30 mai 1961.
Il apparaît parfois dans les génériques comme Werner Heymann.

## Biographie
Venu à Berlin en 1912 pour sa formation, il compose d'abord des œuvres de musique dite « classique », notamment une Symphonie rhapsodique créée par Felix Weingartner et l'Orchestre philharmonique de Vienne en 1918 ; cette même année, il commence à composer les musiques pour des chansons de cabaret et travaille notamment en collaboration avec Max Reinhardt, Mischa Spoliansky ou Friedrich Hollaender jusqu'en 1923. Puis il rejoint les studios berlinois de cinéma de la UFA où il réalise d'abord des arrangements musicaux pour des films muets, avant d'écrire sa première musique de film en 1926 ; suivront alors des partitions pour une trentaine de films allemands (en particulier avec l'actrice Lilian Harvey) jusqu'au début des années 1930. En 1933, avec l'arrivée des nazis au pouvoir, il quitte l'Allemagne car il est de confession juive. Après un passage par Paris, il s'installe aux États-Unis en 1936 et compose à Hollywood les musiques d'une quarantaine de films américains (notamment réalisés par Ernst Lubitsch) entre 1937 et 1950 — précédés par ses contributions à deux films de 1933 —, dont quatre nominations aux Oscars. Il revient définitivement en Allemagne en 1951 et continue à travailler pour le cinéma jusqu'en 1960 (notamment sur des remakes de films auxquels il avait participé en 1930-1931).
Durant son séjour parisien, il compose notamment les musiques de deux opérettes, Florestan Ier, prince de Monaco — livret de Sacha Guitry, lyrics d'Albert Willemetz —, créée au théâtre des Variétés en 1933 (dont est extraite la chanson très connue Amusez-vous !, interprétée par Henri Garat et reprise par Albert Préjean), puis Trente et Quarante — livret et lyrics de Ladislas Fodor et Jean de Létraz —, créée aux Bouffes-Parisiens en 1935. Il écrit également la musique de deux autres chansons populaires, Les Gars de la Marine (créée par Jean Murat, extraite du film Le Capitaine Craddock de 1931) et Serait-ce un rêve, un joli rêve ? (créée par Lilian Harvey, extraite du film Le congrès s'amuse également de 1931). Il collabore à son unique film français, Le Grand Refrain, en 1936 (Le Capitaine Craddock). D'autres films du début des années 1930 auxquels il a participé, étaient des coproductions franco-allemandes de la UFA, tournées en deux versions, l'une allemande, l'autre française, avec des distributions différentes, pratique courante à l'époque.

## Filmographie partielle
- 1926 : Les Frères Schellenberg (Die Brüder Schellenberg) de Karl Grune
- 1926 : L'Auberge du cheval blanc (Im weissen Rössl) de Richard Oswald
- 1927 : Une Dubarry moderne (Eine Dubarry von Heute) d'Alexander Korda
- 1927 : La Dernière Valse (Der Letzte Walzer) d'Arthur Robison
- 1928 : Les Espions (Spione) de Fritz Lang
- 1929 : Mélodie du cœur (Melodie des Herzens) de Hanns Schwarz (premier film  allemand parlant)
- 1930 : Valse d'amour (Liebeswalzer) de Wilhelm Thiele
- 1930 : Le Chemin du paradis (Die Drei von der Tankstelle) de Wilhelm Thiele et Max de Vaucorbeil
- 1931 : Princesse, à vos ordres (Ihre Hoheit befiehlt) de Hanns Schwarz et Max de Vaucorbeil
- 1931 : Le Capitaine Craddock (Bomben auf Monte Carlo) de Hanns Schwarz et Max de Vaucorbeil
- 1931 : Le Bal (Der Ball) de Wilhelm Thiele
- 1931 : Le congrès s'amuse (Der Kongress tanzt) de Jean Boyer et Erik Charell
- 1932 : Un rêve blond (Ein blonder Traum) d'André Daven et Paul Martin
- 1932 : Le Vainqueur (Der Sieger) de Hans Hinrich et Paul Martin
- 1932 : Quick de Robert Siodmak
- 1932 : À moi le jour, à toi la nuit (Ich bei Tag und du bei Nacht) de Ludwig Berger et Claude Heymann
- 1933 : Adorable (titre original) de William Dieterle (remake de Princesse, à vos ordres ! - 1931 -)
- 1933 : Gambling Ship de Louis J. Gasnier et Max Marcin
- 1933 : Idylle au Caire (Saison in Kairo) de Claude Heymann et Reinhold Schünzel
- 1934 : Caravane (Caravan) d'Erik Charell
- 1936 : Le Grand Refrain de Robert Siodmak
- 1937 : Stolen Holiday (non crédité) de Michael Curtiz
- 1937 : Le Roi et la Figurante (The King and the Chorus Girl) de Mervyn LeRoy
- 1937 : Ange (Angel) (non crédité) d'Ernst Lubitsch
- 1938 : La Huitième Femme de Barbe-Bleue (Bluebeard's Eighth Wife) d'Ernst Lubitsch
- 1939 : Ninotchka d'Ernst Lubitsch
- 1940 : Tumak, fils de la jungle (One Million B.C.) de Hal Roach et Hal Roach Jr.
- 1940 : Rendez-vous (The Shop Around the Corner) d'Ernst Lubitsch
- 1940 : Le Gros Lot (Christmas in July) de Preston Sturges
- 1940 : Le Gangster de Chicago (The Earl from Chicago) de Richard Thorpe
- 1940 : Le Lys du ruisseau (Primrose Path) de Gregory La Cava
- 1940 : La Mariée célibataire (This Thing called Love) d'Alexander Hall
- 1940 : Et l'amour vint... (He Stayed for Breakfast) d'Alexander Hall
- 1941 : Le Retour de Topper (Topper returns) de Roy Del Ruth
- 1941 : Illusions perdues (That Uncertain Feeling) d'Ernst Lubitsch
- 1941 : J'épouse ma femme (Bedtime Story) d'Alexander Hall
- 1941 : My Life with Caroline de Lewis Milestone
- 1942 : To Be or Not to Be d'Ernst Lubitsch
- 1942 : Embrassons la mariée (They all kissed the Bride) d'Alexander Hall
- 1942 : Une nuit inoubliable (A Night to remember) de Richard Wallace
- 1944 : Knickerbocker Holiday de Harry Joe Brown
- 1944 : Trois c'est une famille (Three Is a Family) d'Edward Ludwig
- 1944 : Héros d'occasion (Hail the conquering Hero) de Preston Sturges
- 1944 : Coup de foudre (Together again) de Charles Vidor
- 1945 : L'Apprentie amoureuse (Kiss and Tell) de Richard Wallace
- 1945 : Épousez-moi, chérie ! (Hold That Blonde!) de George Marshall
- 1947 : Dernière lune de miel (Lost Honeymoon) de Leigh Jason
- 1947 : Oh quel mercredi ! (The Sin of Harold Diddlebock) de Preston Sturges
- 1948 : Vivons un peu (Let's live a little) de Richard Wallace
- 1948 : Une femme sans amour (The Mating of Millie) de Henry Levin
- 1949 : Pas de pitié pour les maris (Tell it to the Judge) de Norman Foster
- 1950 : Suzy... dis-moi oui (A Woman of Distinction) d'Edward Buzzell
- 1950 : La Scandaleuse Ingénue (The Petty Girl) de Henry Levin
- 1951 : Durch dick und dünn de Theo Lingen
- 1951 : Heidelberger Romanze de Paul Verhoeven
- 1952 : La Mandragore (Abraune) d'Arthur Maria Rabenalt
- 1954 : Ein Haus voll Liebe de Hans Schweikart
- 1954 : Neue Welt de Curt Oertel
- 1954 : Geliebtes Fräulein Doktor de Hans H. König
- 1955 : Le Congrès s'amuse (Der Kongress tanzt) de Franz Antel
- 1955 : Le Chemin du paradis (Die Drei von der Tankstelle) de Hans Wolff
- 1960 : Une nuit à Monte Carlo (Bomben auf Monte Carlo) de Georg Jacoby

## Nominations auxOscars
(catégorie Oscar de la meilleure musique de film)
- En 1941, pour Tumak, fils de la jungle ;
- En 1942, pour Illusions perdues ;
- En 1943, pour To Be or Not to Be ;
- En 1945, pour Knickerbocker Holiday.

## Opérettes
- Florestan 1er, prince de Monaco, opérette en 3 actes et 6 tableaux, livret de Sacha Guitry, lyrics d'Albert Willemetz. Création au théâtre des Variétés le 9 décembre 1933
- Trente et quarante, comédie musicale en 3 actes. Livret de Jean de Letraz, lyrics d'Albert Willemetz. Création au théâtre des Bouffes Parisiens le 	19 novembre 1935